# Joshua Seth
Joshua Seth Freedman (Ohio, 26 dicembre 1970) è un doppiatore, conduttore televisivo e illusionista statunitense che ha frequentato la scuola cinematografica della New York University.
Talvolta accreditato come Jeremiah Freedman, ha prestato la voce a diversi personaggi di popolari anime. Nel 2005, è diventato conduttore dei segmenti pomeridiani per ragazzi Kids WB's Aftertoons Show e Saturdays: Unleashed, mentre in precedenza aveva lavorato come ipnotista comico ed illusionista.

## Animazione
- Akira - Tetsuo Shima
- I Rugrats da grandi - Yu-Got
- Arc the Lad - Elk
- Bakuto Sengen Daigunder - Ryugu
- The Batman - Annunciatore
- The Big O - Poliziotto
- The Black Angel - Guardia di Kosugi
- Cardcaptor Sakura: Gekijōban Cardcaptor Sakura: Fūin sareta card (secondo film) - Takashi Yamazaki
- Cowboy Bebop - McIntyre
- Cyborg 009: The Cyborg Soldier - Joe Shimamura/Cyborg 009
- Daigunder - Ryugu
- Digimon Adventure/Digimon Adventure 02 - Tai Kamiya
- Digimon Frontier - Wizardmon, Teppei e Yutaka Himi
- Digimon Tamers - Kumbhiramon
- Digimon: Il Film - Tai Kamiya
- DNA Sights 999.9 - Tetsuro Daiba
- Dual! Parallel Trouble Adventure - Kazuki Yotsuga
- Duel Masters - Shobu Kirifuda, Hakuoh (prima stagione)
- Dynasty Warriors 5 - Jiang Wei (non è accreditato)
- éX-Driver - Souichi Sugano
- Ghost in the Shell: Stand Alone Complex - Omba (episodi 9 e 11)
- Giant Robo - Daisaku Kusama
- IGPX - Takeshi Noa (solo micro-serie)
- Last Exile - Dio Eraclea
- Leave It to Kero! - Takashi Yamazaki
- The Little Polar Bear - Pecora #1
- Mobile Suit Gundam F91 - Arthur Jung
- Mobile Suit Gundam: The 08th MS Team - Soldato Zeon ferito
- Moldiver - Nozumo Ozora
- Nightwalker - Studente
- Pilot Candidate - Zero Enna
- D'Artacan e i tre moschettieri - Philippe
- Rurouni Kenshin - Eiji Mishima
- Saint Tail - Asuka Junior
- Samurai Girl Real Bout High School - Daisaku Kamiya
- Superauto Mach 5 - Sparky
- The SpongeBob SquarePants Movie - Prigioniero
- Un alveare d'avventure per l'Ape Magà - Magà
- Tokyo Pig - Spencer Weinberg-Takahama
- Totally Spies - Arnold
- Transformers: Robots in Disguise - Carl
- Trigun - Millions Knives da giovane
- Jūni Kokuki - Ikuya Asano
- Urda - Alan
- Vampire Princess Miyu - Helmsman, Maki da giovane e Yang
- Wolf's Rain - Hige
- Yukikaze - Ito
- Zatch Bell! - Maruss
- Zenki - Akira, Goki

## Videogiochi
- Ape Escape: On the Loose - Jake
- Stonekeep - Grug, Ice Sharga Guard e Tiny Sharga
- Xenosaga Episode II: Jenseits von Gut und Böse - Chaos e Hermann
- Xenosaga Episode III: Also sprach Zarathustra - Chaos